# Манучехр III Великий
Манучехр III Великий (Манучохр, Mənuçöhr) - правитель держави Ширваншахів з другої династії ширваншахів Кесранідів. Панував приблизно з 1120 до 1160 року.

## Будівник
Представник роду Кесранідів - перської династії арабського походження. Манучехр III у 1111 році уклав династичний шлюб з Тамар - дочкою грузинського царя Давида IV Будівельника. Сам Манучехр III не поступався Давиду за розмахом будівельних робіт. Він невпинно зводив фортеці і нові поселення по всій країні. Вперше оточив місто Баку потужними кріпосними стінами.

У 1954 році в мурі міста Баку була виявлена велика кам'яна плита (кітабе) з куфічним написом арабською мовою. Вона датується XII століттям і свідчить про побудову кріпосної стіни ширваншахом Манучохром. Напис говорить: «Наказав будувати фортецю міста Мелік великий, премудрий, справедливий, звитяжний, ревний захисник ісламу, слава держави, опора ісламу і мусульман, найбільший хаган, великий Ширваншах Абуль-хіджа Манучехр син ...». Нині ця плита зберігається в Музеї історії Азербайджану в Баку.

## Меценат
Манучехр III був відомий також своїми військовими перемогами над кипчаками, які вторгалися в Ширван з півночі. Найбільше він увійшов в історію як меценат, покровитель наук і мистецтв.
При дворі Манучехра III збиралися відомі вчені, філософи, поети і богослови Ірану, зокрема видатні перські поети, які створили закавказьку школу перської літератури: Хагані Ширвані, Фалак Ширвані, Муджіреддін Бейлагані, Абу-ль-Ала Гянджеві, та ін. У роки правління Манучехра III була заснована медична академія в містечку  під Шемахою.